# Allmus
Allmus ist einer von 16 Ortsteilen der Gemeinde Hofbieber im osthessischen Landkreis Fulda.

## Geschichte

Dorfansicht

Statue der Himmelskönigin in der Dorfmitte

### Ortsgeschichte
Der Ort wurde, soweit bekannt, erstmals vor dem Jahr 1090 unter dem Namen „Almundes“ im Codex Eberhardi erwähnt.
- 1093 wird Allmus erstmals in der Marktbeschreibung des Kirchspiels Margaretenhaun genannt.
- 1354 besaß Konrad von Haisberg die Vogtei.
- 1369 verkauften die von Schlitz und von Eisenbach das Dorf an von der Tann und von Ebersberg.
- 1423 erwarb das Kloster Fulda das Dorf oder Teile des Dorfs von denen von Buchenau und anderen.
- 1474 war die Hälfte Fuldisches Lehen der von Merlau, 1504 der von Windhausen.
- 1605 verkauften die von Nordeck zu Rabenau halb Almuths an das Kloster Fulda.

Bereits 1500 wird eine Kapelle St. Johannes der Täufer erwähnt.
Im Türkensteuerregister der Fürstabtei Fulda aus 1605 ist der Ort unter Namen Almus mit 29 Familien erwähnt.
Hessische Gebietsreform (1970–1977)
Zum 31. Dezember 1971 wurde die bis dahin selbstständige Gemeinde Allmus auf freiwilliger Basis in die Gemeinde Hofbieber eingemeindet. Wie für alle nach Hofbieber eingegliederten Gemeinden wurde auch für Allmus ein Ortsbezirk gebildet.

### Verwaltungsgeschichte im Überblick
Die folgende Liste zeigt die Staaten und Verwaltungseinheiten, denen Allmus angehört(e):
- vor 1803: Heiliges Römisches Reich, Hochstift Fulda, Amt Bieberstein
- 1803–1806: Heiliges Römisches Reich, Fürstentum Nassau-Oranien-Fulda, Fürstentum Fulda, Amt Bieberstein
- 1806–1810: Kaiserreich Frankreich, Fürstentum Fulda (Militärverwaltung)
- 1810–1813: Großherzogtum Frankfurt, Departement Fulda, Disrrikt Bieberstein
- ab 1816: Kurfürstentum Hessen, Großherzogtum Fulda, Amt Bieberstein
- ab 1821/22: Kurfürstentum Hessen, Provinz Fulda, Kreis Fulda[8][Anm. 2]
- ab 1848: Kurfürstentum Hessen, Bezirk Fulda
- ab 1851: Kurfürstentum Hessen, Provinz Fulda, Kreis Fulda
- ab 1867: Norddeutscher Bund, Königreich Preußen,[Anm. 3] Provinz Hessen-Nassau, Regierungsbezirk Kassel, Kreis Fulda
- ab 1871: Deutsches Reich,  Königreich Preußen, Provinz Hessen-Nassau, Regierungsbezirk Kassel, Kreis Fulda
- ab 1918: Deutsches Reich, Freistaat Preußen, Provinz Hessen-Nassau, Regierungsbezirk Kassel, Kreis Fulda
- ab 1944: Deutsches Reich, Freistaat Preußen, Provinz Kurhessen, Landkreis Fulda
- ab 1945: Deutsches Reich, Amerikanische Besatzungszone, Groß-Hessen, Regierungsbezirk Kassel, Landkreis Fulda
- ab 1946: Deutsches Reich, Amerikanische Besatzungszone, Hessen, Regierungsbezirk Kassel, Landkreis Fulda
- ab 1949: Bundesrepublik Deutschland, Hessen, Regierungsbezirk Kassel, Landkreis Fulda
- ab 1972: Bundesrepublik Deutschland, Land Hessen, Regierungsbezirk Kassel, Landkreis Fulda, Gemeinde Hofbieber

## Bevölkerung

### Einwohnerstruktur 2011
Nach den Erhebungen des Zensus 2011 lebten am Stichtag dem 9. Mai 2011 in Allmus 153 Einwohner. Darunter waren 3 (1,1 %) Ausländer.
Nach dem Lebensalter waren 30 Einwohner unter 18 Jahren, 57 waren zwischen 18 und 49, 39 zwischen 50 und 64 und 27 Einwohner waren älter.
Die Einwohner lebten in 60 Haushalten. Davon waren 15 Singlehaushalte, 15 Paare ohne Kinder und 24 Paare mit Kindern, sowie 6 Alleinerziehende und keine Wohngemeinschaften. In 6 Haushalten lebten ausschließlich Senioren und in 39 Haushaltungen leben keine Senioren.

### Einwohnerentwicklung
- 1812: 25 Feuerstellen, 198 Seelen[6]

| Allmus: Einwohnerzahlen von 1812 bis 2023 | Allmus: Einwohnerzahlen von 1812 bis 2023 | Allmus: Einwohnerzahlen von 1812 bis 2023 | Allmus: Einwohnerzahlen von 1812 bis 2023 | Allmus: Einwohnerzahlen von 1812 bis 2023 |
| --- | ----------------------------------------- | ----------------------------------------- | ----------------------------------------- | ----------------------------------------- |
| Jahr |                                           |                                           |                                           | Einwohner                                 |
| 1812 | 1812                                      |                                           | 198                                       | 198                                       |
| 1834 | 1834                                      |                                           | 252                                       | 252                                       |
| 1840 | 1840                                      |                                           | 246                                       | 246                                       |
| 1846 | 1846                                      |                                           | 213                                       | 213                                       |
| 1852 | 1852                                      |                                           | 207                                       | 207                                       |
| 1858 | 1858                                      |                                           | 196                                       | 196                                       |
| 1864 | 1864                                      |                                           | 194                                       | 194                                       |
| 1871 | 1871                                      |                                           | 184                                       | 184                                       |
| 1875 | 1875                                      |                                           | 186                                       | 186                                       |
| 1885 | 1885                                      |                                           | 178                                       | 178                                       |
| 1895 | 1895                                      |                                           | 194                                       | 194                                       |
| 1905 | 1905                                      |                                           | 201                                       | 201                                       |
| 1910 | 1910                                      |                                           | 204                                       | 204                                       |
| 1925 | 1925                                      |                                           | 186                                       | 186                                       |
| 1939 | 1939                                      |                                           | 164                                       | 164                                       |
| 1946 | 1946                                      |                                           | 242                                       | 242                                       |
| 1950 | 1950                                      |                                           | 242                                       | 242                                       |
| 1956 | 1956                                      |                                           | 223                                       | 223                                       |
| 1961 | 1961                                      |                                           | 206                                       | 206                                       |
| 1967 | 1967                                      |                                           | 169                                       | 169                                       |
| 1970 | 1970                                      |                                           | 159                                       | 159                                       |
| 1980 | 1980                                      |                                           | ?                                         | ?                                         |
| 1990 | 1990                                      |                                           | ?                                         | ?                                         |
| 2000 | 2000                                      |                                           | ?                                         | ?                                         |
| 2011 | 2011                                      |                                           | 153                                       | 153                                       |
| 2023 | 2023                                      |                                           | 153                                       | 153                                       |
| Datenquelle: Historisches Gemeindeverzeichnis für Hessen: Die Bevölkerung der Gemeinden 1834 bis 1967. Wiesbaden: Hessisches Statistisches Landesamt, 1968. Weitere Quellen: LAGIS; Gemeinde Hofbieber; Zensus 2011 |                                           |                                           |                                           |                                           |

### Historische Religionszugehörigkeit
| • 1885: | 178 katholische (= 100 %) Einwohner                              |
| • 1961: | 2 evangelische (= 0,97 %), 204 katholische (= 99,03 %) Einwohner |

## Religion

St. Johannes der Täufer und Michael

Die katholische Filialkirche St. Johannes der Täufer und Michael ist ein denkmalgeschütztes Kirchengebäude in der Rimmelser Straße in Allmus. Sie gehört zur Pfarrei St. Georg, Hofbieber.

## Politik
Für Allmus besteht ein Ortsbezirk (Gebiete der ehemaligen Gemeinde Allmus) mit Ortsbeirat und Ortsvorsteher nach der Hessischen Gemeindeordnung. Der Ortsbeirat besteht aus drei Mitgliedern. Bei den Kommunalwahlen in Hessen 2021 betrug die Wahlbeteiligung zum Ortsbeirat 75,21 %. Alle Kandidaten gehörten der Bürgerliste an. Der Ortsbeirat wählte Maximilian Vogel zum Ortsvorsteher.

## Persönlichkeiten
- Valentin Weber (1804–1863), Bürgermeister und Mitglied der kurhessischen Ständeversammlung